# Hans Dieter Seghezzi
Hans-Dieter (später: Hans Dieter) Seghezzi (* 23. März 1933 in Besigheim; † 7. Februar 2022 in Schaan) war ein deutscher Physiker, Hochschullehrer und Qualitätsmanager.

## Werdegang
Er studierte Physik in Stuttgart, wo er 1959 promoviert wurde und ging danach ans Max-Planck-Institut für Metallforschung. Im Jahr 1961 wechselte er zur Hilti AG mit Sitz in Schaan im Fürstentum Liechtenstein, wo er 1968 Direktor und 1976 Executive Vice President wurde. Von 1988 bis 1998 war er Professor für Technologie an der Hochschule St. Gallen.
Seghezzi gründete die Schweizerische Vereinigung für Qualitäts- und Managementsysteme (SQS), deren Präsident er von 1983 bis 2003 war. Von 1986 bis 1988 war er auch Präsident der European Organization for Quality.
Seghezzi lebte zuletzt in Schaan. Dort starb er 2022 im Alter von 88 Jahren. Er hinterließ seine Ehefrau, zwei Töchter und zwei Söhne.

## Ehrungen
Seghezzi wurde 1981 in die International Academy for Quality und 1998 in die Schweizerische Akademie der Technischen Wissenschaften aufgenommen. 2013 erhielt er den Ehrendoktor der Wirtschaftswissenschaften der Universität Salzburg. Nach ihm ist der Seghezzi-Preis benannt, den die Schweizerische Stiftung für Forschung und Ausbildung «Qualität» (SFAQ) alle zwei Jahre vergibt.

## Schriften (Auswahl)
- Untersuchungen im System Tantal-Sauerstoff. 1959.
  - mit E. Gebhardt: Lösung und Oxydation im System Tantal-Sauerstoff. In: International Journal of Materials Research. Band 48, Nr. 9, 1957, S. 503–508, doi:10.1515/ijmr-1957-480903.
- mit Roman Boutellier und Christian Bodmer: Produktivität am Standort Schweiz. Zürich 1995.
- mit Fritz Fahrni und Thomas Friedli: Integriertes Qualitätsmanagement. Das St. Galler Konzept. 4., überarbeitete Auflage,  München 2013, ISBN 978-3-446-43461-5.